# Julia Lazaro Etxeberria
Julia Lazaro Etxeberria ( Pamplona, Alta Navarra, 1916 – Madrid, Espanya, 24 d'agost de 1940 ) va ser una jove republicana, combatent del Cinquè Regiment durant la Guerra Civil espanyola. Va morir afusellada als vint-i-quatre anys.

## Biografia
Sastressa de professió, va ser militant del Partit Comunista d'Espanya i membre del sindicat UGT. En produir-se el cop d'estat del 18 de juliol de 1936, tenia vint anys i es va allistar voluntària al Cinquè Regiment de les Milícies Populars de la República.
Acabada la Guerra Civil amb la derrota del bàndol republicà, el govern dictatorial del general Franco va iniciar una cruenta repressió dels vençuts. A l'abril de 1939, el seu pare, Robustiano Juan, electricista, afiliat a la UGT, que havia treballat als diaris La Voz i Sol, i la seva germana Maria, de vint-i-un anys, sastressa i viuda d'un oficial republicà, van ser detinguts i acusats de auxilio a la rebelión i enviats a la presó. El 23 de setembre, arran de la denúncia del porter de casa seva, va ser detinguda Julia Lazaro. Durant els deu dies que va estar retinguda a la Direcció General de Seguretat a la Puerta del Sol, va patir brutals interrogatoris, tortures i violacions per part de nou policies franquistes.
Ingressada a la Presó de dones de Ventas, va ser sotmesa a un consell de guerra, amb una sentència de pena de mort. Mentre esperava l'execució, es va adonar que estava prenyada dels seus violadors. El nen va néixer el 8 juny de 1940 i va ser anomenat Juan Emilio Lazaro. Malgrat tot, la maquinària repressiva no es va aturar i el 24 agost 1940, Julia Lazaro va ser afusellada a la tàpia del Cementiri de l'Est de Madrid. El nen se suposa que va ser ingressat en un orfenat.
Es creu que la vida de Julia Lazaro va inspirar diversos episodis de la novel·la testimoni Desde la Noche y la Niebla, de l'escriptora Juana Doña.